# Ruines de Wari-Bateshwar
Les ruines de Wari-Bateshwar (en bengali উয়ারী-বটেশ্বর, Uari-Boŧeśśor) à Uari-Boŧeśśor dans le district de Narsingdi, dans la division de Dhaka, au Bangladesh, sont un des plus anciens sites archéologiques urbains de ce pays. 
Les fouilles archéologiques du site ont révélé un centre urbain fortifié, des routes pavées et des habitations dans la banlieue. Le site est principalement occupé pendant l'âge du fer, de 400 à 100 avant J.-C., comme en témoignent le grand nombre de pièces de monnaie poinçonnées et d'artéfacts en céramique noire polie du Nord,.
Le site montre également des traces d'habitation en fosse, une caractéristique typique des sites archéologiques chalcolithiques du sous-continent indien.
Certains chercheurs comme Mostafizur Rahman l'identifent avec « Sounagora » mentionné par Ptolémée dans sa Geographia.

## Localisation
Le site archéologique s'étend sur les villages de Wari et Bateshwar, proches de la upazila de Belabo dans le district de Narsingdi, à environ 17 km au nord-ouest du confluent de l'ancien lit du Brahmapoutre avec la Meghna, à l'extrémité du bassin de Sylhet. Les données des sondages montrent que le site se trouve sur les vestiges d'une terrasse fluviale datant du Pléistocène, à environ 15 mètres au-dessus du niveau de la mer et 6 à 8 mètres au-dessus du niveau actuel de la rivière. Les sédiments sont constitués d'argile rouge brunâtre avec des couches de sable intercalées ; cette argile est connue localement sous le nom d'argile de Madhupur.
Le cours principal du fleuve Brahmapoutre s'est déplacé entre les branches Brahmapoutre-Jamuna et Ancien Brahmapoutre au cours de l'histoire. Vers 2500 avant J.-C., l'avulsion du canal principal vers la branche Brahmapoutre-Jamuna a laissé la place à des tourbières discontinues dans tout le bassin de Sylhet. Les preuves de l'urbanisation précoce dans les tourbières de Wari-Bateshwar sont trouvées dans des couches stratigraphiques datées d'environ 1100 avant J.-C. L'occupation humaine se poursuit pendant près d'un millénaire jusque vers 200 av. J.-C., lorsque le canal revient à l'ancien lit du Brahmapoutre. L'inondation provoquée a probablement conduit à l'abandon du centre urbain de Wari-Bateshwar vers 100 avant J.-C. Le tremblement de terre d'Arakan en 1762 a de nouveau provoqué le déplacement du lit principal du fleuve vers la branche Brahmapoutre-Jamuna,.

## Découverte
Les habitants de Wari-Bateshwar sont conscients depuis longtemps de la présence d'objets archéologiques, en particulier de pièces de monnaie en argent poinçonnées et de perles de pierres semi-précieuses à cet endroit. Dans les années 1930, l'instituteur local Hanif Pathan commence à collectionner ces objets et donne l'idée à son fils Habibulla Pathan de continuer l'exploration. Le père et le fils créent un musée local qu'ils appellent Bateshwar Sangrahashala, pour stocker et exposer leur collection. Le fils Habibulla Pathan publie un certain nombre d'articles de journaux et plusieurs livres décrivant les artéfacts découverts. Mais c'est longtemps après que le site attire l’attention des universitaires et des archéologues du Bangladesh,.

### Fouilles
En 2000, une équipe dirigée par Sufi Mostafizur Rahman, archéologue de l'Université Jahangir Nagar, entreprend des fouilles archéologiques sur le site de Wari-Bateshwar. Ces fouilles révèlent une enceinte fortifiée ou citadelle de 600 m sur 600 m, entourée d'un fossé de 30 m de large, avec en plus un rempart de terre crue de 5,8 km de long, 5 m de large et 2 à 5 m de haut, connu localement sous le nom d'Asom Rajar Gorh, à l'ouest et au sud-ouest. D'autres campagnes de fouilles sont réalisées pendant les deux décennies suivantes. Elles permettent de découvrir 48 autres sites à proximité de la citadelle. Les bâtiments découverts sont des unités d'habitation en briques, plus une section de 160 m de rue pavée en mortier de chaux et tessons de poterie.
Un complexe d'habitations en profondeur de 2,60 m sur 2,20 m x 0,52 m est découvert à l'est du centre urbain,. Ce complexe abrite une fosse, un foyer, un grenier d'une circonférence de 272 cm et d'une profondeur de 74 cm, avec une cascade à degrés. Le sol de l'ensemble est en terre rouge et en argile grise, mais le sol du grenier est fait de chaux-surkhi. Cela correspond au site d'habitation en fosse chalcolithique visible à Inamgaon dans le sud de l'Inde, daté de 1500-1000 av. J.-C., qui présente également un sol en chaux-surkhi.
Les objets archéologiques (artéfacts) découverts à Wari-Bateshwar sont notamment des perles en pierre semi-précieuse, des perles en verre, un grand nombre de pièces de monnaie poinçonnées, une hache et des couteaux en fer, des bracelets en cuivre, un poignard en cuivre, des objets en bronze à haute teneur en étain avec de la céramique, ainsi que des objets en céramique noire et rouge, des objets polis noirs d'Inde du Nord et des objets enduits de noir.

## Histoire
Aucune inscription ni trace écrite n'est retrouvée sur ce site. Bien que les couches stratigraphiques indiquent une urbanisation plus ancienne, la datation radiométrique des artefacts place la plus forte période d'activité du centre urbain de Wari-Bateshwar au milieu du Ier millénaire av. J.-C.. La découverte de poteries à roulettes et à boutons, ainsi que de perles en pierre très éclectiques, suggère des contacts avec l'Asie du Sud-Est puis avec les Romains par le biais de voies fluviales,. Le soufi Mostafizur Rahman, le chef de la première équipe de fouilles, suggère que Wari-Bateshwar est l'ancien emporion ou comptoir commercial dénommé « Sounagora » mentionné par Ptolémée dans Geographia.
Deux types de pièces de monnaie poinçonnées sont trouvées sur le site : des pièces régionales de la série Janapada pré-Maurya (de 600 à 400 av. J.-C.) et des pièces de la série impériale Maurya (de 500 à 200 av. J.-C.). Les pièces régionales portent un ensemble de quatre symboles sur une face, et soit rien, soit un très petit symbole sur le revers. Les symboles utilisés sont un bateau, un homard, un poisson pris dans un hameçon, un scorpion, une feuille entrecroisée, etc. ; ces symboles sont rares dans les pièces de monnaie de la même époque trouvées dans d'autres régions de l'Inde. L'hypothèse est que ces pièces sont utilisées comme monnaie locale dans le royaume de Vanga et sont distinctes des pièces utilisées à Anga, trouvées à Chandraketugarh au Bengale occidental, en Inde,,.
Wari-Bateshwar montre une très grande variété de pierres semi-précieuses, qui ne se retrouvent pas dans l'archéologie indienne de la période. Les perles découvertes sont façonnées dans des matériaux très divers : quartz, cristal de roche, citrine, améthyste, agate, cornaline, calcédoine et jaspe vert ou rouge. L'analyse stratigraphique montre que les couches contenant des signes de cette culture dynamique des perles sont brusquement interrompues dans les couches sédimentaires datant d'environ 200 avant J.-C., ce qui démontrerait un déplacement possible de la population de Wari-Bateshwar, et la perte de la culture des perles, par un changement du cours de l'ancien lit du Brahmapoutre.

## Culture
Malgré l’absence d’inscription ou de documents écrits, les symboles sur les artefacts découverts donnent des indications sur les éléments culturels de la société de Wari-Bateshwar. Les pièces poinçonnées découvertes portent les symboles solaire et à six bras, la montagne à trois arches surmontée d'un croissant, le symbole Nandipada ou taurin et différents motifs animaliers ainsi que des figures géométriques. Par ailleurs, les symboles Nandipada et Svastika se retrouvent également sur les meules en pierre. Ces symboles indiquent la présence de l'« hindouisme » dans la société de Wari-Bateshwar. 
L'étude archéobotanique des graines carbonisées et des morceaux de graines met en évidence la prédominance de la riziculture. La sous-espèce cultivée était le japonica plutôt que l'Indica, le cultivar dominant dans l'Inde du Sud à l'époque. Les autres cultures sont l’orge, l’avoine, un petit nombre de millets d’été, une large diversité de légumineuses d’été et d’hiver, le coton, le sésame et la moutarde. Le grand nombre de traces de graines de coton montre le rôle important de la production textile dans l'économie de Wari-Bateshwar.

## Galerie

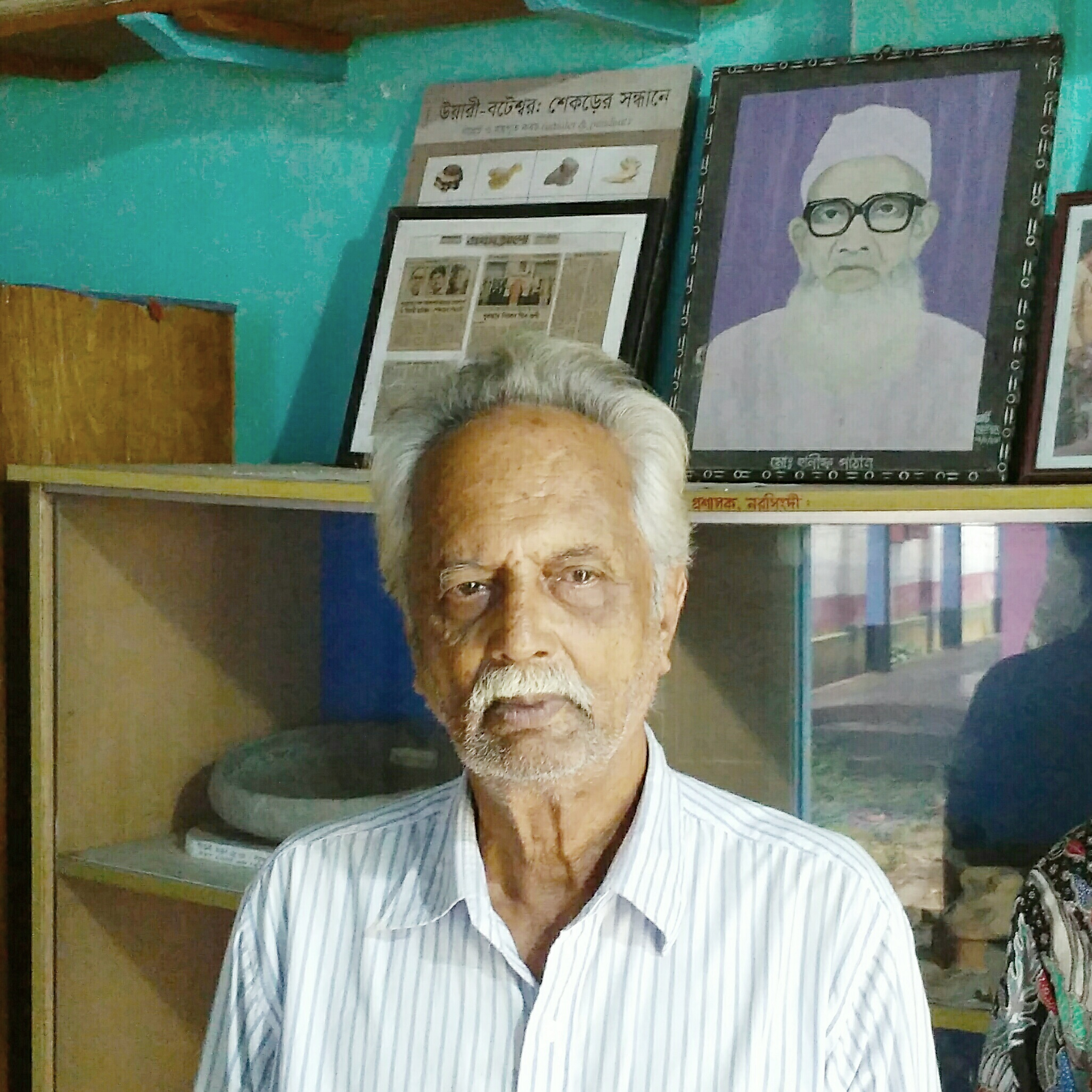
Habibulla Pathan, dans son musée et sa bibliothèque à Bateshwar, Narsingdi.
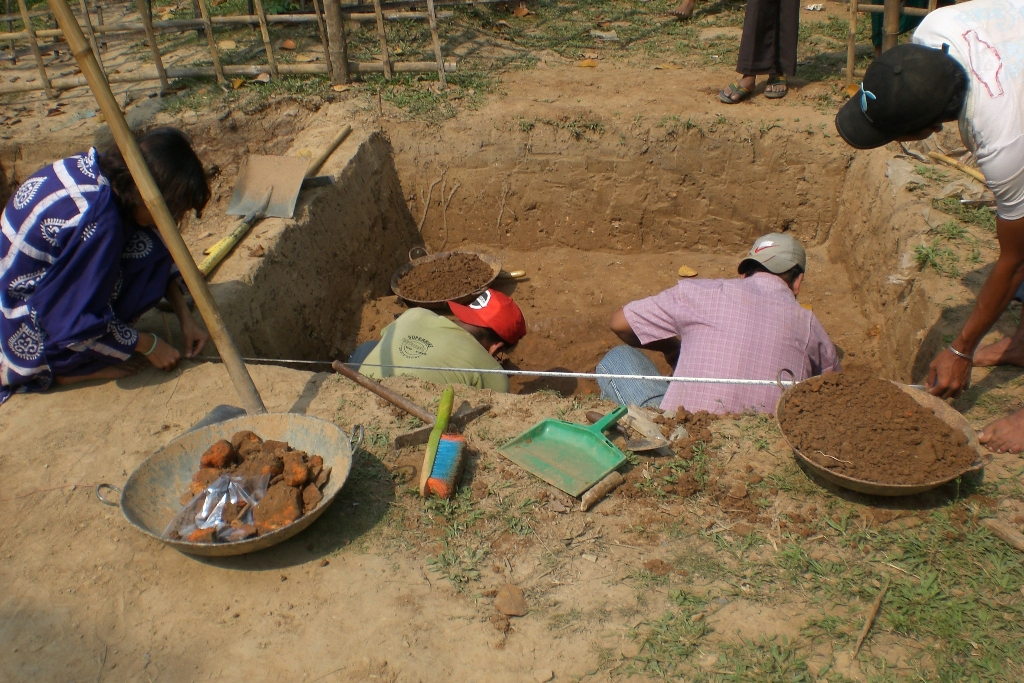
Prise de mesure pour une nouvelle fouille.
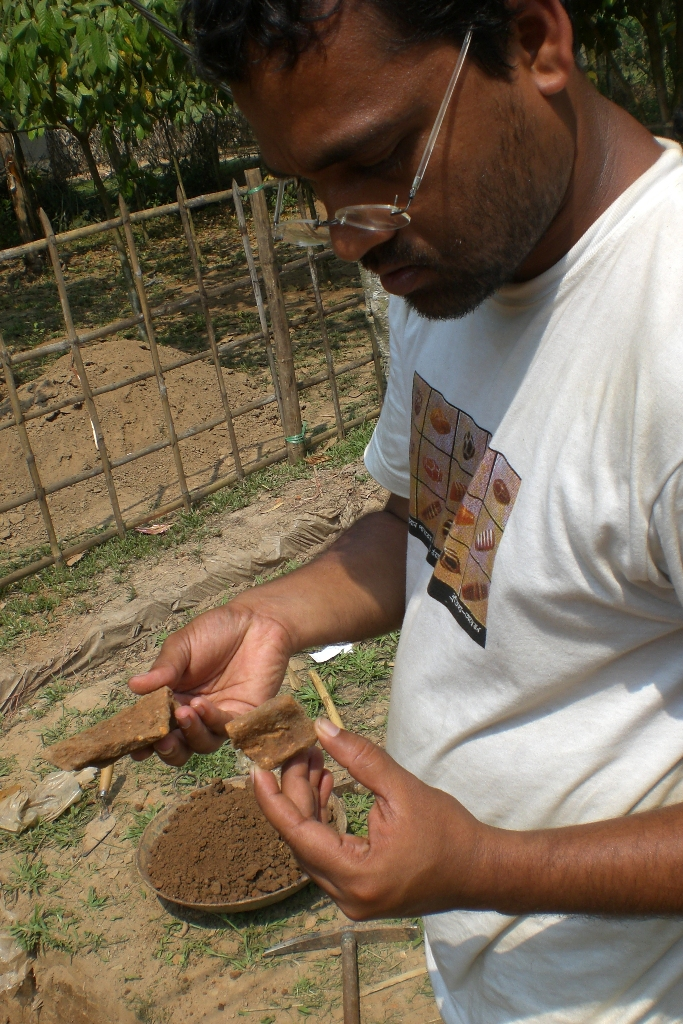
Un étudiant archéologue vient de retrouver un artefact de poterie.
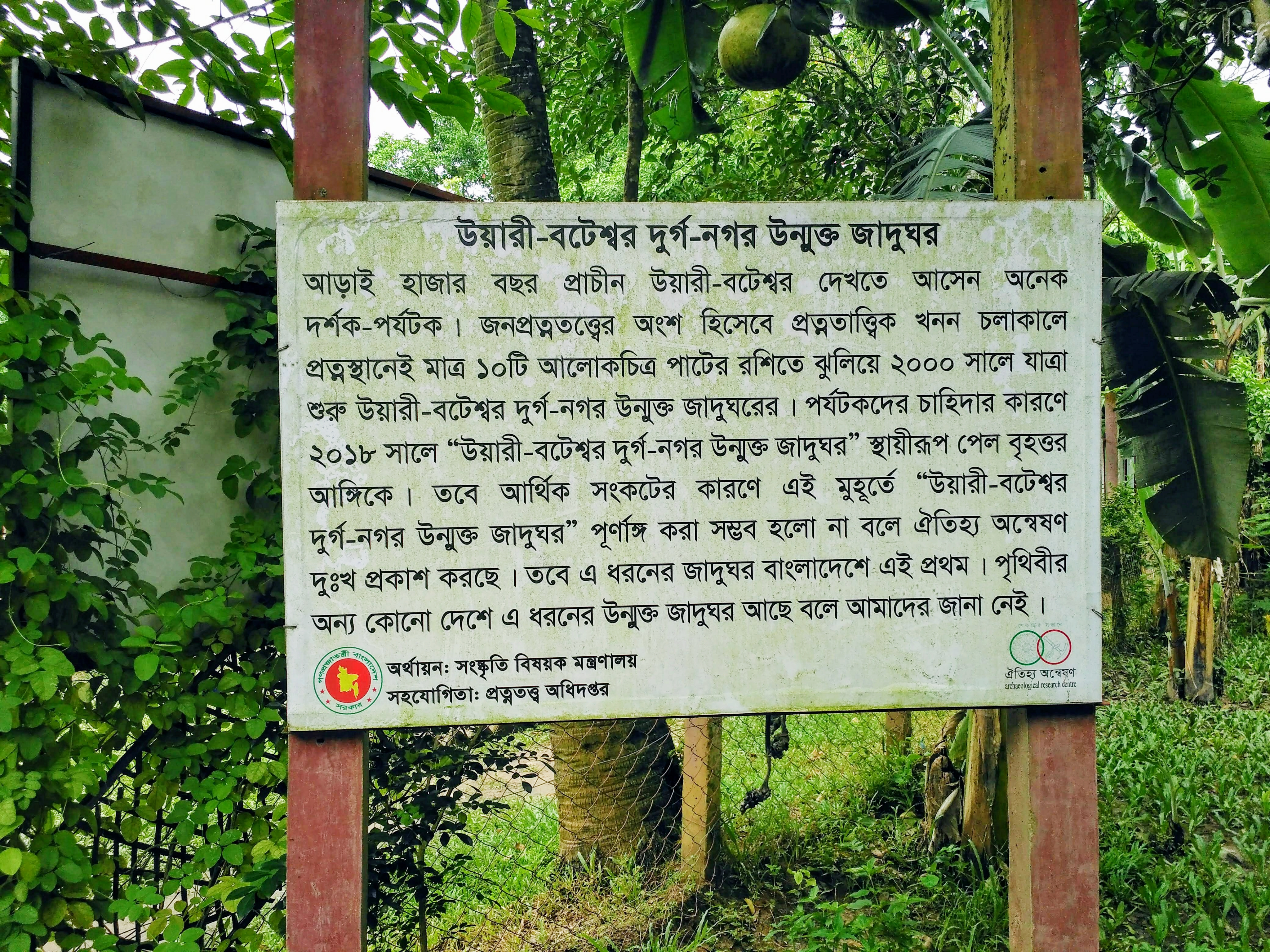
Panneau du « Wari-Bateshwar Fort-City Open air Museum », Narsingdi, août 2019.
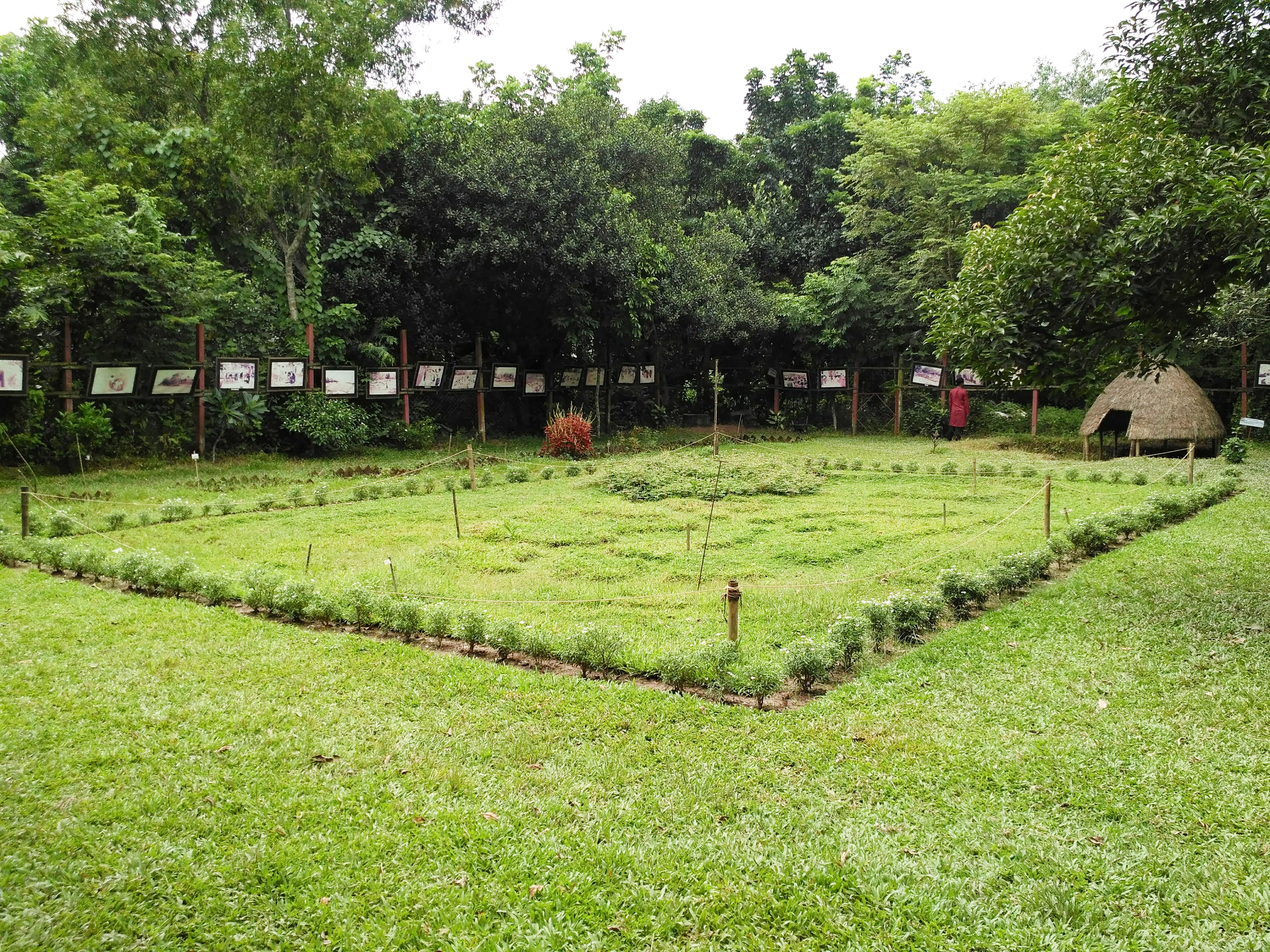
Le « Musée en plein air de Wari-Bateshwar Fort-City », Narsingdi, août 2019.